# Конвой № 3514A
Конвой № 3514A — японський конвой часів Другої світової війни, проведення якого відбувалось у травні 1943 року.
Пунктом призначення конвою був атол Трук у центральній частині Каролінських островів, де ще до війни створили потужну базу японського ВМФ, з якої до лютого 1944 року провадились операції в цілому ряді архіпелагів. Вихідним пунктом став розташований у Токійській затоці порт Йокосука (саме звідси традиційно вирушала більшість конвоїв на Трук).
До складу конвою увійшли гідроавіаносець «Камікава-Мару» і транспорти «Хакодзакі-Мару» та «Тоней-Мару», тоді як охорону забезпечував кайбокан (фрегат) «Окі».
Загін вийшов із порту 14 травня 1943 року. Його маршрут пролягав через кілька традиційних районів патрулювання американських підводних човнів, які зазвичай діяли поблизу східного узбережжя Японського архіпелагу, біля островів Оґасавара та Маріанських островів і, нарешті, на підходах до Труку. Утім, у підсумку проходження конвою № 3514A відбулось успішно, і 22 травня він без втрат досягнув пункту призначення. При цьому для забезпечення додаткового захисту 21 травня есмінець «Асанагі» зустрів конвой поблизу Труку.
За кілька діб по тому «Камікава-Мару» під охороною двох мисливців за підводними човнами попрямує до Рабаула (головна передова база в архіпелазі Бісмарка, з якої провадились операції на Соломонових островах та сході Нової Гвінеї), але буде атакований і потоплений американською субмариною.